# USS Midway (CV-41)
O USS Midway é um porta-aviões da Marinha dos Estados Unidos, pertencente à Classe Midway. Serviu na Guerra do Vietnã, abatendo o primeiro e o último avião norte-vietnamita destruídos pelos EUA.

## Operação Vento Constante
O Midway foi um dos porta aviões onde ocorreu a Operação Vento Constante, necessário para alocação de refugiados da cidade de Saigon.

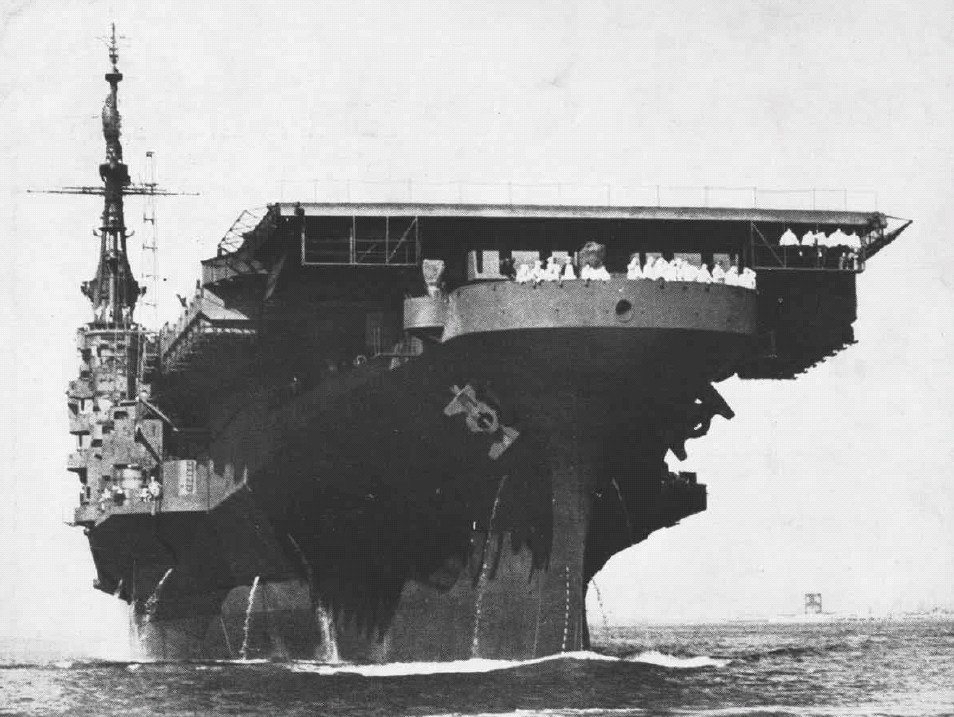
USS Midway (CV-41) 1945
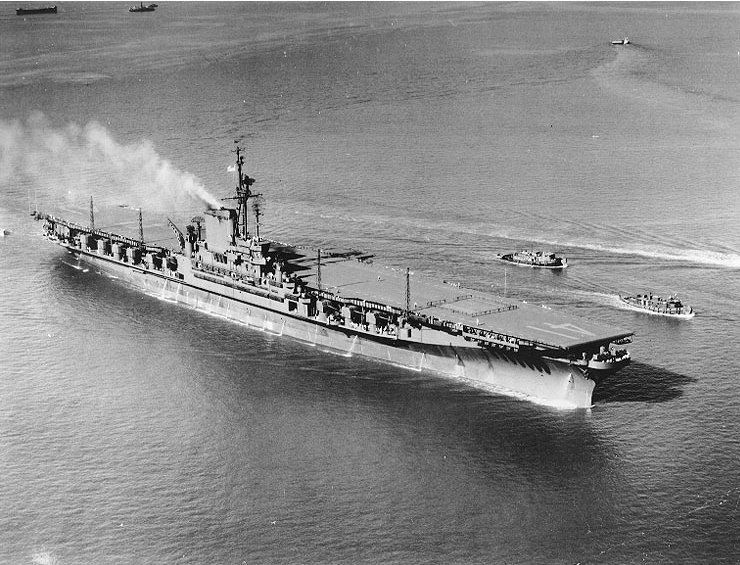
Midway antes da comissão
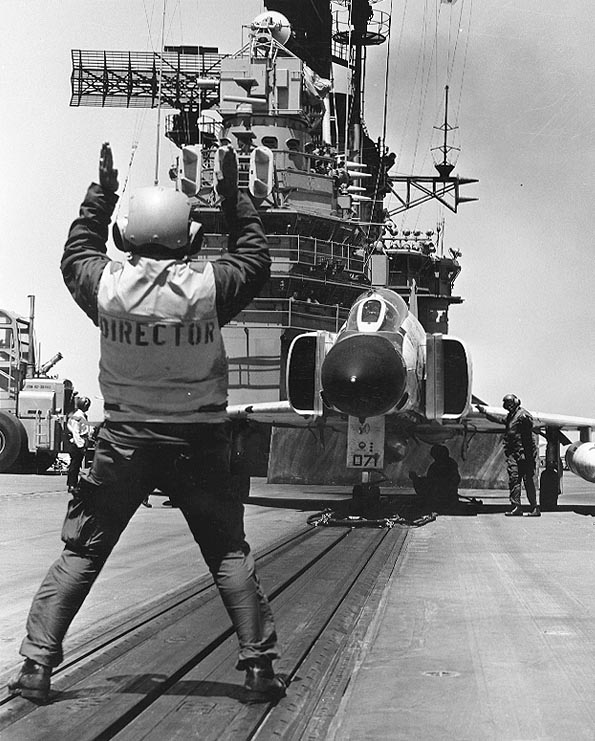
Um F-4 Phantom na catapulta do navio.